# Druga hrvatska vaterpolska liga
Druga hrvatska vaterpolska liga broji ukupno sedam klubova u sezoni 2014., tri u sjevernoj i četiri u južnoj skupini. Svi su iz južne primorske Hrvatske osim neumskog Jadrana koji je iz Bosne i Hercegovine. Liga se igra u ljetnim mjesecima jer klubovi nemaju zatvorena plivališta. Za nastup u 1. B ligi nužno je imati zatvoreno plivalište.

## Klubovi
Klubovi u sezoni 2014.

### Sjever
- Brodograditelj - Betina
- Biograd - Biograd na Moru
- Adriatic - Šibenik

### Jug
- Cavtat - Cavtat
- Gusar - Mlini
- KPK - Korčula
- Jadran - Neum

## Vanjske poveznice
- Druga liga - sjever  Arhivirana inačica izvorne stranice od 22. rujna 2013. (Wayback Machine)
- Druga liga - jug  Arhivirana inačica izvorne stranice od 9. rujna 2013. (Wayback Machine)